# 빌뉴스 역사 지구

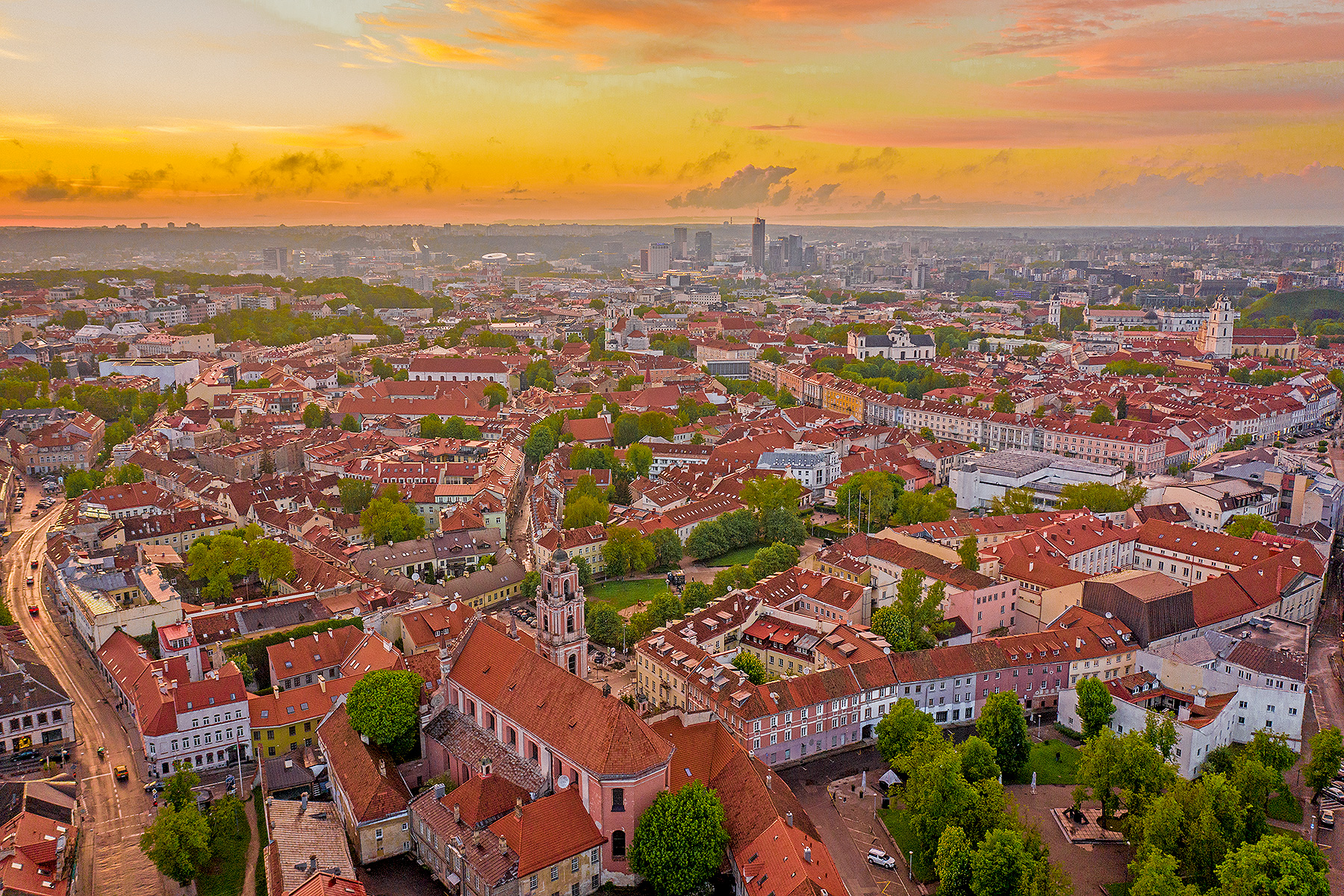
빌뉴스 역사 지구

빌뉴스 역사 지구(리투아니아어: Vilniaus senamiestis)는 리투아니아 빌뉴스의 구시가지 지역이다. 북유럽에서 가장 큰 중세 구시가지 중 하나로, 면적이 3.59km2(887에이커)다. 74개 구역으로 나뉘고, 70개의 거리와 골목길에 1,487개의 건물이 들어서 있으며, 총 바닥 면적은 1,497,000m2이다. 리투아니아 대공이자 폴란드 국왕인 브와디스와프 2세가 1387년 마그데부르크 권리에 건설한 리투아니아 수도 빌뉴스에서 가장 오래된 지역으로, 수세기에 걸쳐 개발되었으며, 도시의 역사와 끊임없이 변화하는 문화적 영향에 의해 형성되었다. 고딕, 르네상스, 바로크, 신고전주의 등 유럽의 가장 뛰어난 건축 양식이 나란히 서 있고 서로를 보완한다. 구시가지에는 많은 가톨릭, 루터교, 정교회 교회, 주택, 문화 및 건축 기념물, 박물관이 있다.